# Jonah Mathews
Jonah Mathews (San Francisco, 10 febbraio 1998) è un cestista statunitense.

## Biografia
È il fratello minore di Jordan Mathews, anch'egli cestista.

## Palmarès
- Leaders Cup: 1

ASVEL: 2023